# 基里洛夫区
基里洛夫区（俄语：Кирилловский район）是俄罗斯联邦沃洛格达州下辖的一个区，其行政中心为基里洛夫。据2016年统计，该区的人口为15122人。